# 蟹ヶ谷古墳群
蟹ヶ谷古墳群（かにがやこふんぐん）は、神奈川県川崎市高津区蟹ヶ谷にある古墳時代後期（6世紀～7世紀）の古墳群。市内で唯一前方後円墳が現存する古墳群とされる。

## 概要
矢上川右岸、東急東横線元住吉駅から西に1.5キロメートルほど離れた神奈川県立中原養護学校北側の「神庭特別緑地保全地区」と呼ばれる高台の縁に所在する。
高台上部に3基の古墳が並んでいるが、矢上川に下る斜面にも古墳と見られる高まりが複数あり、5基以上存在すると考えられている。また斜面には横穴墓（蟹ヶ谷横穴墓群）も存在する。
既知の3基は円墳と考えられていたが（書籍によっては伝承に云われる「井田城」の土塁や櫓台ではないかとするものもある）、内1基が前方後円墳である可能性が出てきたため、古墳群の実態解明を目的に川崎市と専修大学・日本大学が協力し、2012年度（平成24年度）～2016年度（平成28年度）にかけて墳丘測量と発掘調査を行った。その結果、中央の1号墳は全長30メートル以上の前方後円墳で、周溝と見られる溝や埴輪片が出土し、6世紀後半～末の築造と判明した。埋葬遺構は破壊されていたが、石棺の石材破片が発見された。
2号墳・3号墳では埴輪が発見されず、1号墳に後続する6世紀末～7世紀初頭の円墳と判断された。

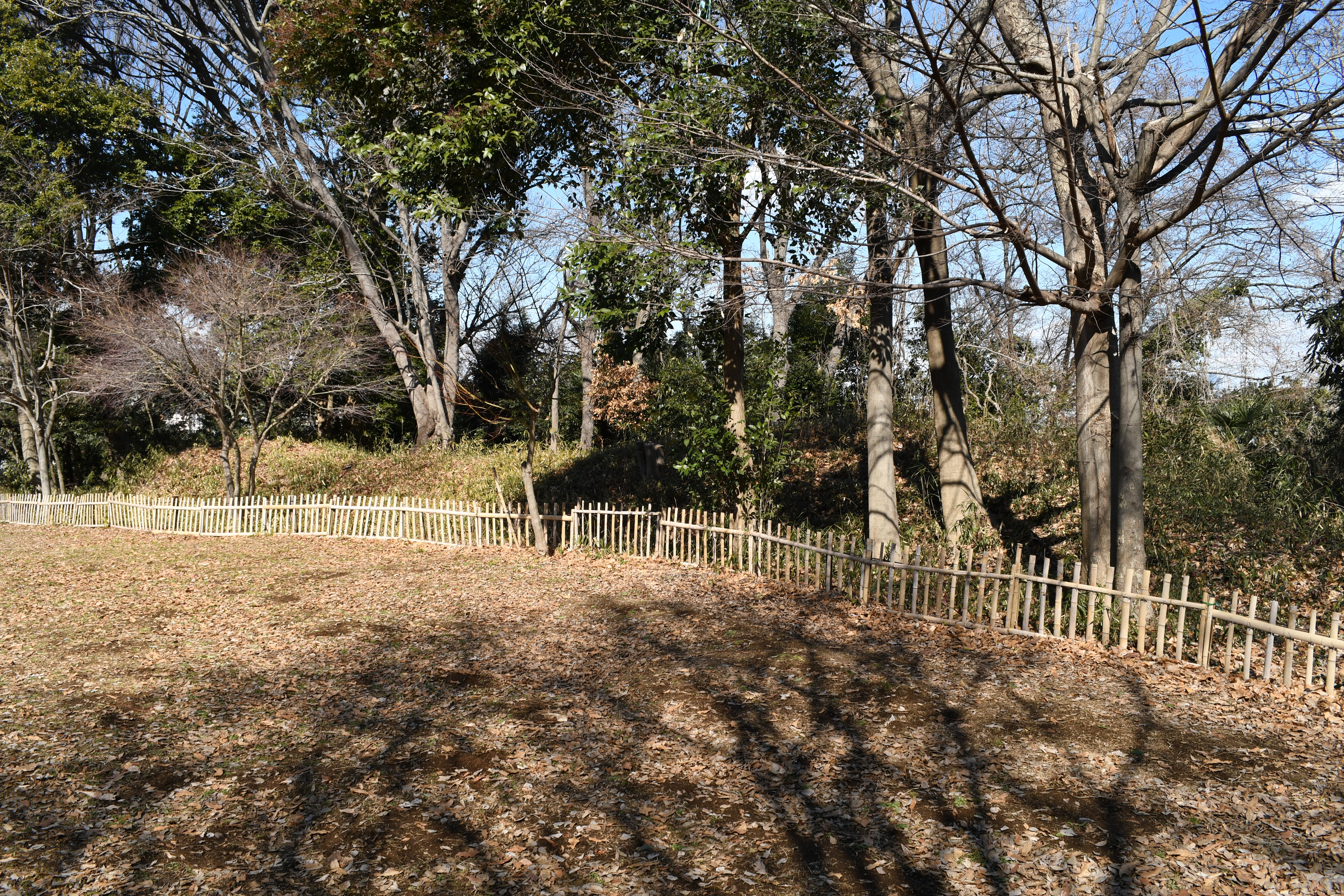
1号墳
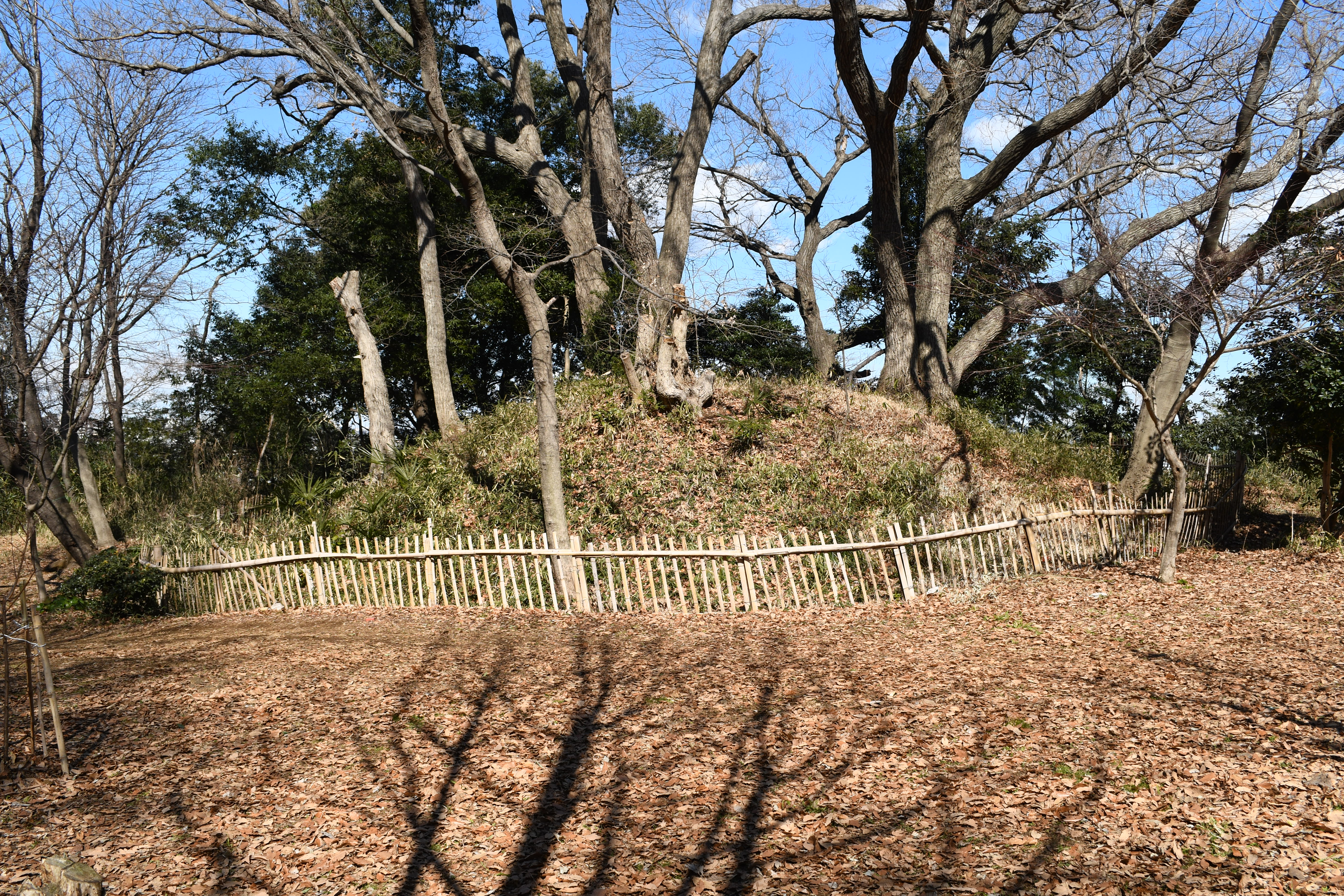
2号墳
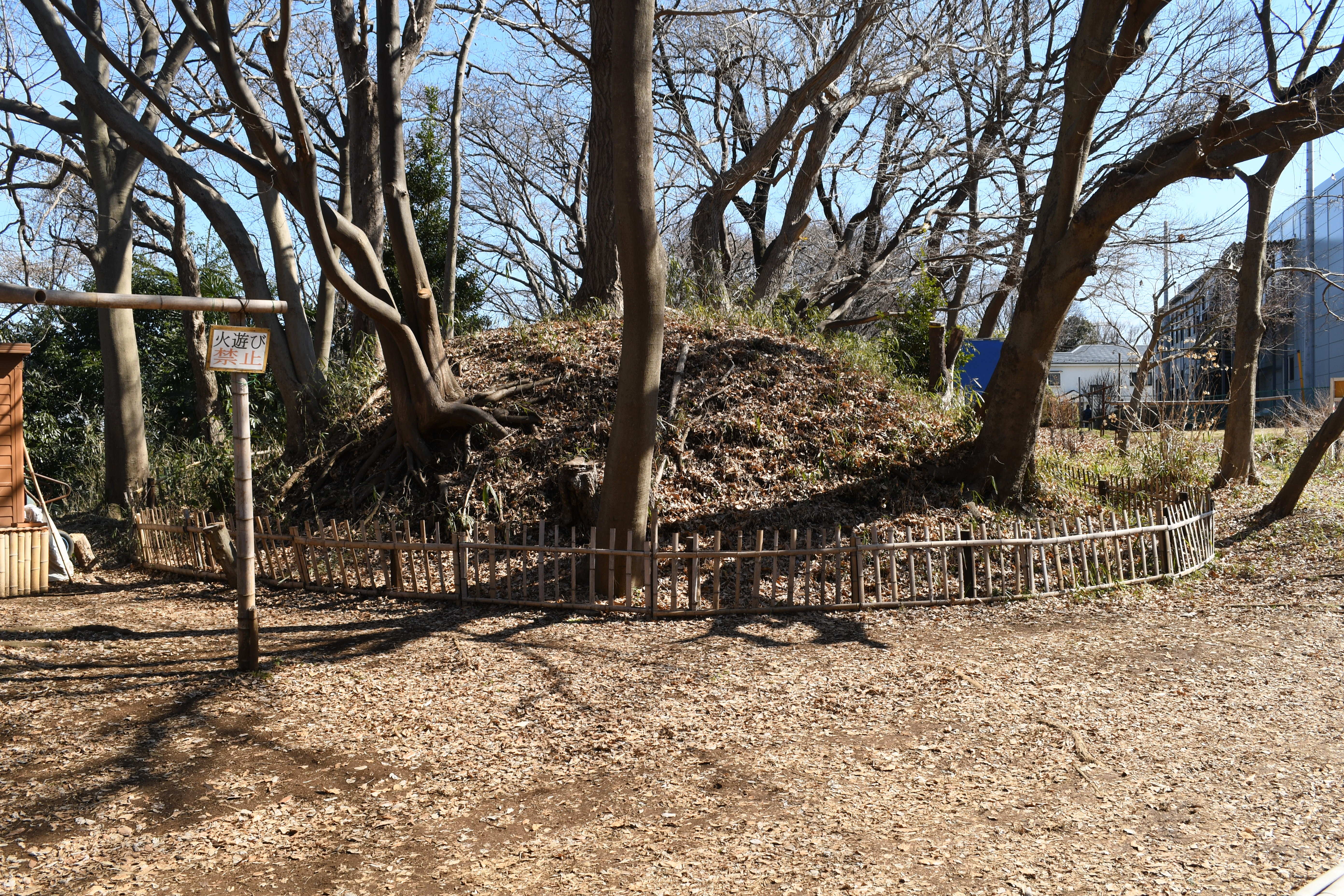
3号墳
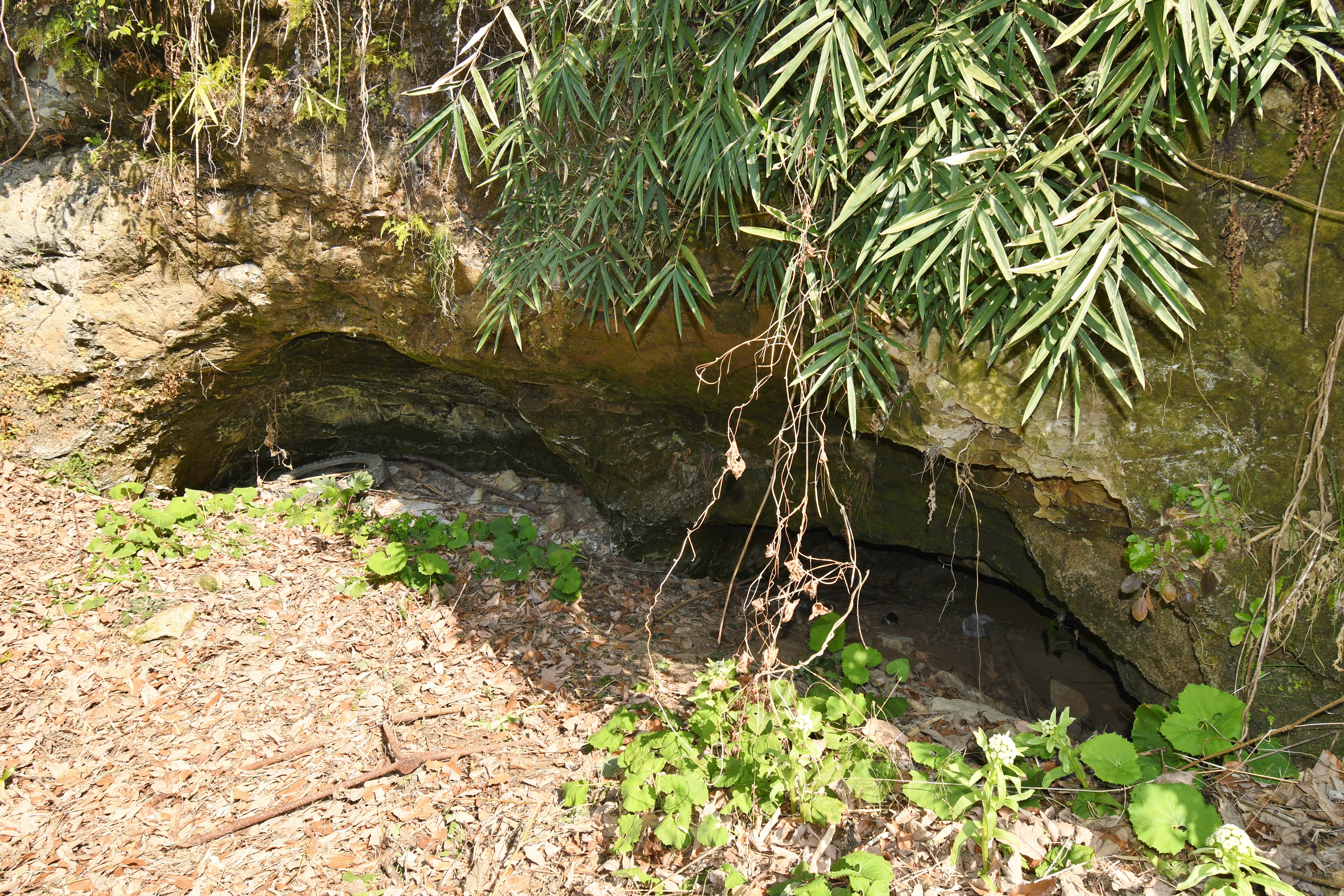
1・2号横穴墓
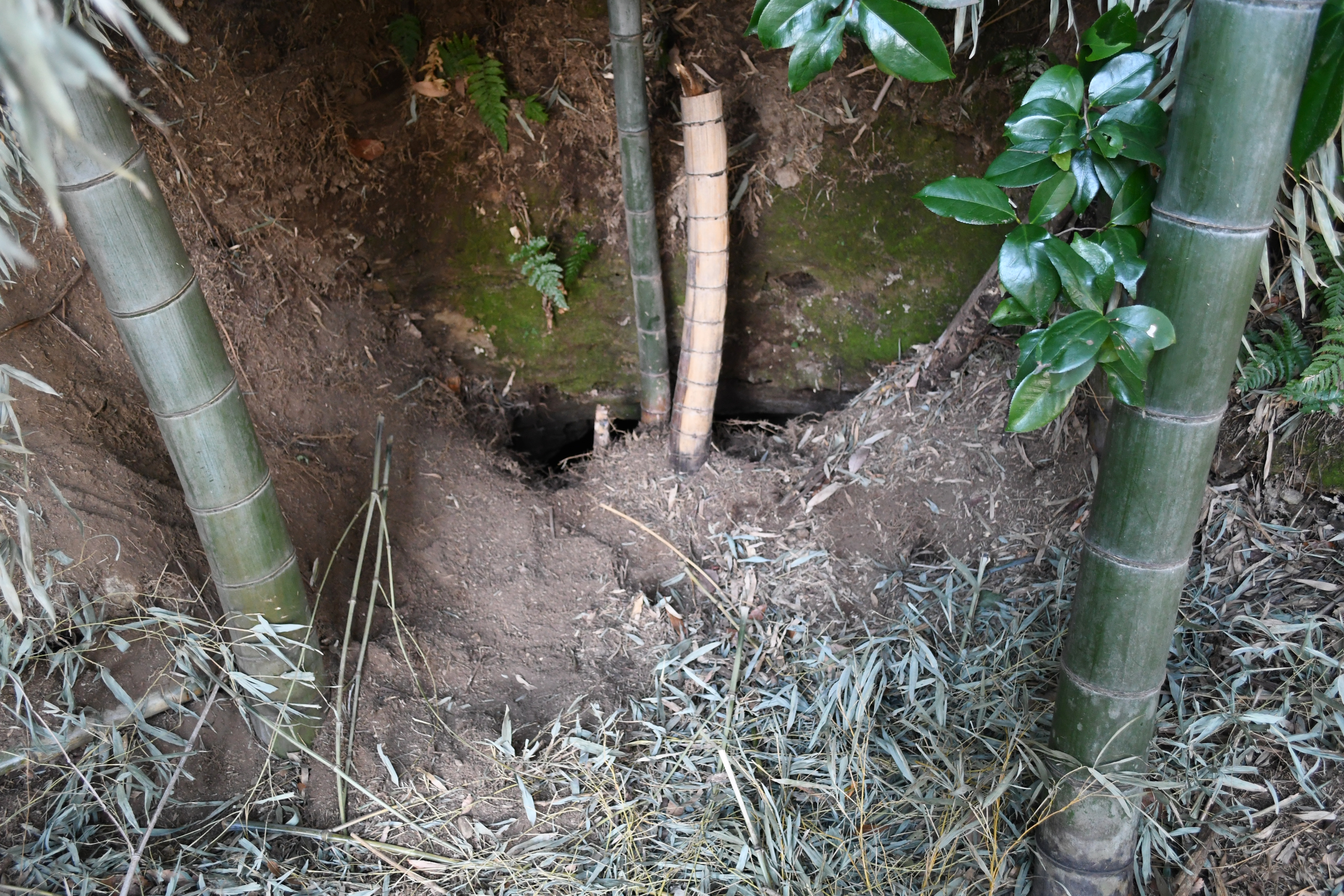
3号横穴墓